# Cristóbal Colón (cruzador)
O Cristóbal Colón foi um cruzador blindado da Armada Espanhola que lutou contra os norte-americanos na Batalha de Santiago de Cuba em 3 de julho de 1898.

## Características
O Cristóbal Colón foi construído na Itália e em seguido incorporado à Armada Espanhola. Era um navio mais rápido do que os navios de outros países, mas não tinha um poder de fogo considerado.

## História
O Cristóbal Colón partiu com a frota espanhola para Cuba, onde lutou na Batalha de Santiago de Cuba contra os norte-americanos, diante de um inimigo mais poderoso o Cristóbal Colón e o Almirante Oquendo fugiram para o oeste, mas foram caçados. O Almirante Oquendo foi destruído, enquanto o Cristóbal conseguiu, graças à sua velocidade, escapar dos inimigos, até que o carvão inglês acabou e tiveram que utilizar o carvão cubano, de qualidade inferior, resultou que o navio diminuiu sua velocidade e para não ser destruído pelos USS New York, USS Oregon e o USS Texas, o capitão Emilio Díaz y Moreu encalhou o navio na desembocadura do rio Turquino, fazendo com que o Cristóbal Colón tornasse o único navio espanhol que não foi destruído pelos norte-americanos, após o ocorrido, os marinheiros foram resgatados pelos navios norte-americanos enquanto outros nadaram até a praia tomando cuidado para não serem vistos pelos atiradores cubanos. Quando a batalha terminou, os norte-americanos tentaram capturar o navio, mas este afundou.